# خوان مانويل فارغاس
خوان مانويل فارغاس ريسكو (بالإسبانية: Juan Manuel Vargas Risco)‏، من مواليد 5 أكتوبر 1983 في ليما في البيرو، لاعب كرة قدم بيروفي.
بدأ مسيرته الكروية مع نادي يونيفيرسيتاريو في عام 2002، ولعب معهم حتى عام 2004، وشارك معهم في 69 مباراة وسجل 8 أهداف، وفي عام 2005 انتقل إلى نادي كولون الأرجنتيني، ولعب معهم حتى عام 2006، وشارك معهم في 53 مباراة وسجل 5 أهداف، وفي عام 2006 انتقل إلى نادي كاتانيا الإيطالي ، وفي عام 2008 انتقل إلى نادي فيورنتينا .
منذ عام 2003 وهو يلعب مع منتخب البيرو لكرة القدم.

## مسيرته الكروية
لعب خوان مانويل فارغاس خلال مسيرته الاحترافية مع 6 أندية في سبعة عشر موسمًا وسجل خلالها 41 هدفًا ضمن 426 مباراة. ولم يفز بأي موسم بالكأس أو بالدوري.
خاض خوان مانويل فارغاس مسيرته مع نادي يونيفرسيتاريو في موسم 2002 في المرة الأولى واستمر معه طيلة ثلاثة مواسم ثم في عامي 2017-2019 ولمدة موسمين، مشاركًا طوالها في 116 مباراة سجل خلالها 13 هدفًا. ثم انتقل إلى نادي أتليتيكو كولون في موسم 2004–05 ولمدة موسمين، حيث شارك في 54 مباراة سجل خلالها 4 أهداف. لينتقل بعدها إلى نادي كاتانيا في موسم 2006–07 ولمدة موسمين، مشاركًا في 69 مباراة سجل خلالها 5 أهداف. ثم انتقل إلى نادي فيورنتينا في موسم 2008–09 في المرة الأولى ليلعب معه أربعة مواسم ثم في موسم 2013–14 ولمدة موسمين، مشاركًا طوالها في 147 مباراة سجل خلالها 17 هدفًا. هذا وانتقل لاحقًا إلى نادي جنوى في موسم 2012–13 لمدة موسم واحد، مشاركًا في 20 مباراة ولم يسجل أي هدف. ثم انتقل بعدها إلى نادي ريال بيتيس في موسم 2015–16 لمدة موسم واحد، مشاركًا في 20 مباراة سجل خلالها هدفين.

## روابط خارجية
- خوان مانويل فارغاس على موقع الاتحاد الدولي (مؤرشف)  (الإنجليزية)
- خوان مانويل فارغاس على موقع الاتحاد الأوربي (الإنجليزية)
- خوان مانويل فارغاس على موقع قاعدة بيانات كرة القدم.إي يو (الإنجليزية)
- خوان مانويل فارغاس على موقع ناشيونال فوتبول تيمز (الإنجليزية)
- خوان مانويل فارغاس على موقع Soccerbase.com (لاعب) (الإنجليزية)
- خوان مانويل فارغاس على موقع Soccerway.com (الإنجليزية)
- خوان مانويل فارغاس على موقع عالم كرة القدم.نت (الإنجليزية)
- خوان مانويل فارغاس على موقع AS.com (الإسبانية)